# Jean-Louis Pezant
Pour les articles homonymes, voir Pezant.
Jean-Louis Pezant, né le 5 octobre 1938 à Dun-le-Palestel (Creuse) et mort le 24 juillet 2010 à Paris, est un haut fonctionnaire français.
Spécialiste du droit public français, nommé membre du Conseil constitutionnel par le président de l'Assemblée nationale Jean-Louis Debré en 2004, il le reste jusqu'à sa mort.

## Biographie
Diplômé de l'Institut d'études politiques de Paris, la plus grande partie de sa carrière s'était déroulée à l'Assemblée nationale, où il avait débuté comme administrateur au service des commissions en 1966, jusqu'à devenir secrétaire général de l'Assemblée en 2002-2003. Il est nommé au Conseil constitutionnel par le président de l'Assemblée nationale Jean-Louis Debré le 27 février 2004, mais décède avant la fin de son mandat prévue en mars 2013.

## Détail de sa carrière à l'Assemblée nationale
- Administrateur au service des commissions (1966-1977)
- Administrateur au service de la séance (1977-1978)
- Chef du secrétariat de la commission des lois (1978-1986)
- Conseiller, chargé des transports, au service des affaires administratives générales (1986-1988)
- Directeur du service de la communication (1988-1990)
- Directeur du service de la séance (1990-1993)
- Directeur général des services législatifs (1993-2002)
- Secrétaire général de l'Assemblée nationale et de la présidence (2002-2003)

## Autres fonctions
- Professeur associé à l'université de Paris-I Panthéon-Sorbonne (1997-2000)
- Membre du comité de rédaction de la revue Pouvoirs

## Décorations
- Officier de la Légion d'honneur
- Chevalier de l'ordre national du Mérite

## Œuvres
- Les idées politiques de Waldeck-Rousseau (1962)
- Le nouveau statut de Paris (Documentation française, 1976)
- Contribution à l'étude du pouvoir législatif dans la Constitution de 1958 (Mélanges Burdeau, LGDJ, 1977)
- Le contrôle de la recevabilité des initiatives parlementaires : éléments pour un bilan (Revue française de science politique, 1981)
- « Loi/Règlement : la construction d'un nouvel équilibre » in La Constitution de la Ve République (Références, 1985)
- « Les dispositions instituant une délimitation des compétences législatives et réglementaires » in L'écriture de la constitution de 1958 (Economica, 1992)
- Contributions au Dictionnaire de droit constitutionnel (PUF, 1992)
- Quel droit régit le Parlement ? (Revue Pouvoirs, 1993)
- L'élection des députés (en collaboration, Collection Connaissance de l'Assemblée, 1997)
- De la situation de nécessité - Réflexions sur les avatars du raisonnement juridique dans la matière constitutionnelle (Revue française de droit constitutionnel, 2000)
- Parlementarisme rationalisé et système majoritaire (2001)